# Harbour Island
Harbour Island é um dos 32 distritos das Bahamas. Sua localização é ao leste da capital do arquipélago, Nassau. Sua população em 2000 era de 1.639 habitantes. Também é conhecido por sua areia em tons de rosa.

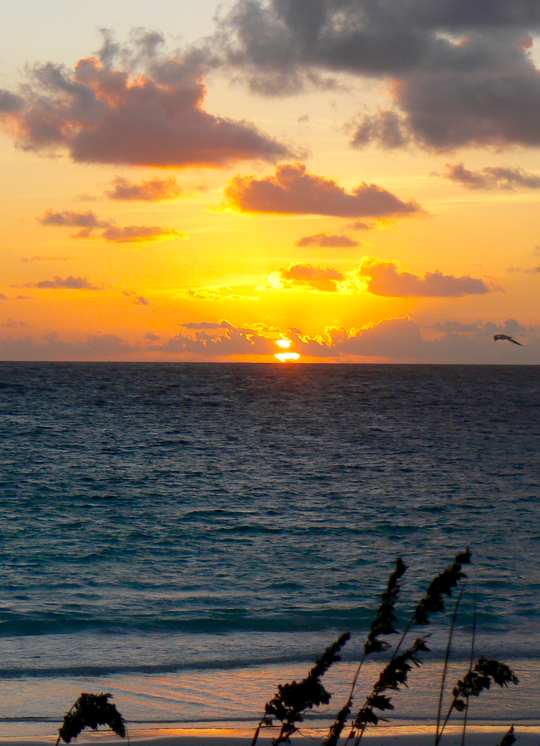
Por Do Sol em Habour Island